# Keiko Aizawa
Keiko Aizawa (相沢 恵子 Aizawa Keiko?) (Kanagawa, 22 de noviembre de 1963) es una seiyū japonesa que está afiliada a la compañía Gekidan Subaru. Está casada con el también seiyū Shigeru Ushiyama.

## Roles interpretados
Lista de roles interpretados durante su carrera.
Los papeles principales están en negrita.

### Anime
| Año/s      | Anime                    | Personaje/s       | Eps.             |
| ---------- | ------------------------ | ----------------- | ---------------- |
| 2005; 2007 | Emma A Victorian Romance | Mrs. Campbell     | Varios episodios |
| 2004, 2009 | Maria-sama ga miteru     | Kiyoko Ogasawara  | 5 episodios      |
| 2003-2004  | Saiyuki Reload           | Dra. Huang        | Indefinidos      |
| 2003       | Last Exile               | Justina Valca     | 1 episodio (15)  |
| 2001       | Detective Conan          | Hanaoka Reiko     | 1 episodio (260) |
| 2001       | Zoids Shinseiki/Zero     | Sarah             | Indefinidos      |
| 2000-2006  | Gensomaden Saiyuki       | Dra. Huang        | Indefinidos      |
| 2000       | Boogiepop Phantom        | Kane Oikawa       | Indefinidos      |
| 1999-2000  | Kaikan Phrase            | Madre de Yukimura | Indefinidos      |
| 1997       | Eat-man                  | Cyrielle          | Indefinidos      |

### OVA
| Año/s   | OVA                             | Personaje/s                | Procedente    |
| ------- | ------------------------------- | -------------------------- | ------------- |
| 2005    | Sakura Taisen, École de Paris   | Isabelle "Grandmère" Lilac | Sakura Taisen |
| ------- | Sakura Taisen, Le Nouveau Paris | Isabelle "Grandmère" Lilac | Sakura Taisen |

### Películas
| Año/s | Película | Personaje/s  |
| ----- | -------- | ------------ |
| 2004  | Steamboy | Madre de Ray |

### Videojuegos
| Año/s | Videojuego                         | Personaje/s                | Procedente    |
| ----- | ---------------------------------- | -------------------------- | ------------- |
| 2001  | Sakura Taisen 3, Is Paris Burning? | Isabelle "Grandmère" Lilac | Sakura Taisen |